# Kelly Sothertonová
Kelly Jade Sothertonová (* 13. listopadu 1976, Newport, Wight) je britská atletka, která se věnuje víceboji a dálce.
Na letních olympijských hrách v Athénách získala bronzovou medaili v sedmiboji. Bronz vybojovala také na mistrovství světa 2007 v Ósace. V roce 2006 vyhrála v Melbourne Hry Commonwealthu. Je dvojnásobnou halovou vicemistryní Evropy (2005, 2007) a halovou vicemistryní světa (2008). Na letní olympiádě v Pekingu skončila na pátém místě. Po diskvalifikaci stříbrné Ukrajinky Ludmily Blonské se však posunula o příčku výše.
Dříve se věnovala netballu. Vystudovala Brunelskou univerzitu v západním Londýně.

## Osobní rekordy
- pětiboj (hala) – 4 927 bodů – 2. března 2007, Birmingham
- sedmiboj – 6 547 bodů – 29. května 2005, Götzis